# Scott Crichton (giocatore di football americano)
Scott Crichton (Tacoma, 30 ottobre 1991) è un giocatore di football americano statunitense che gioca nel ruolo di defensive end ed è attualmente free agent. Scelto nel corso del terzo giro (72º assoluto) del Draft NFL 2014 dai Minnesota Vikings, in precedenza aveva giocato a football per i Beavers dell'Università statale dell'Oregon.

## Carriera universitaria

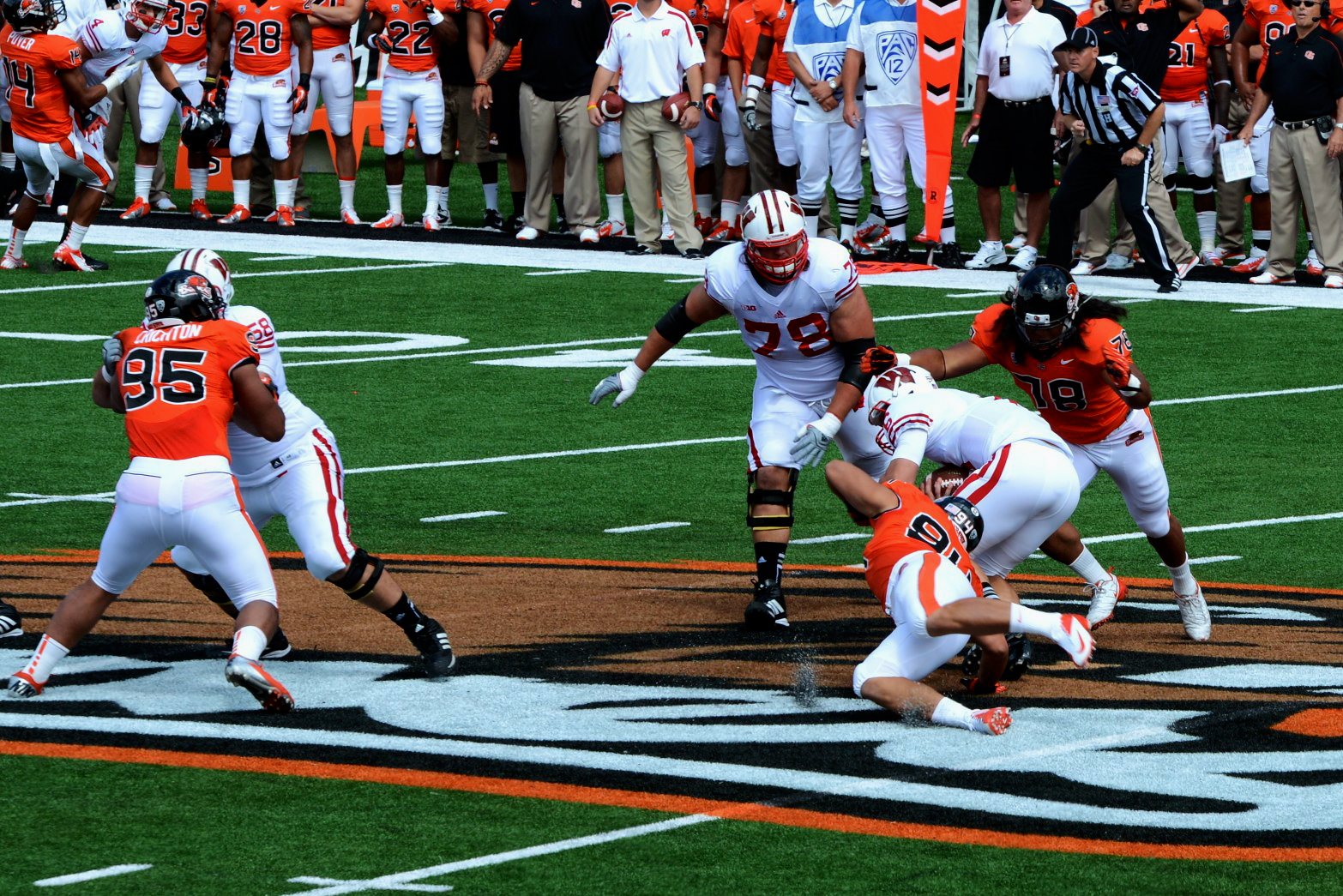
Crichton (95) impegnato contro l'attacco di Wisconsin nel 2012.

Dopo aver frequentato la Henry Foss High School presso la sua città natale, Tacoma, presso la quale giocò sia come defensive end che come linebacker venendo eletto Washington 4A First Team All-State, Crichton, considerato dal celebre sito di scouting il 44º miglior defensive end della sua classe a livello nazionale, accettò la borsa di studio offertagli dagli Oregon State Beavers il 16 gennaio 2010.
Dopo essere stato redshirt nella sua prima stagione (poteva allenarsi ma non prender parte ad incontri ufficiali), nel 2011 Crichton ebbe un debutto di notevole impatto, tanto da guidare i freshman della nazione in fumble forzati (6, risultato che gli permise anche di stabilire il nuovo record ateneo di Oregon State), oltre a collezionare 74 tackle di cui ben 14,5 con perdita di yard e 6 sack, anche quest'ultimo miglior risultato stagione di Oregon State. Al termine della stagione fu poi inserito da numerosi media nel Freshman First-team All-American. L'anno seguente si confermò sugli ottimi livelli della stagione 2011, meritandosi l'inserimento nel First-team All-Pac-12 per aver collezionato 44 tackle di cui 17,5 con perdita di yard e 9 sack (sesto miglior risultato di tutti i tempi da parte di un giocatore di Oregon State). In questa stagione egli fu anche semifinalista nel prestigioso Ted Hendricks Award che individua il miglior defensive end della nazione a livello collegiale.
Nel 2013 collezionò altri 47 tackle, di cui 19 con perdita di yard, 7,5 sack 3 fumble forzati grazie ai quali al termine della stagione fu inserito nel Second-team All-Pac-12. Fu questa l'ultima stagione in Oregon di Crichton, che in tre stagioni stabilì il nuovo record di fumble forzati in carriera (10), chiuse al terzo posto in sack (22,5) ed al quarto posto in tackle con perdita di yard (51).

### Vittorie e premi

#### Università
- Hawaiʻi Bowl: 1

Ohio State Beavers: 2013

#### Individuale
- First-team All-Pac-12: 1

2012
- Second-team All-Pac-12: 1

2013
- Freshman First-team All-American (2011)

## Carriera professionistica

### Minnesota Vikings
Considerato uno dei migliori defensive end 4-3 selezionabili nel Draft NFL 2014 e pronosticato come una scelta da 2º giro, il 9 maggio Crichton venne poi scelto dai Minnesota Vikings come 72º assoluto, nell'ambito del terzo giro. Per poter essere eleggibile al Draft egli aveva deciso di saltare il suo ultimo anno al college, fondamentalmente per aiutare economicamente la propria famiglia mantenuta dalla madre che svolge due lavori per poter sopperire all'impossibilità di lavorare del marito, costretto a vivere con una gamba amputata per problemi di salute. Il 22 maggio firmò il suo primo contratto da professionista, un quadriennale da 3 milioni di dollari di cui 656.324 garantiti alla firma.
Il 24 marzo 2017, Crichton fu svincolato dai Vikings. La sua carriera in Minnesota si concluse con appena 10 tackle in 21 partite, di cui nessuna da titolare.

## Statistiche
| Partite totali      | 21 |
| Partite da titolare | 0  |
| Tackle totali       | 10 |
| Sack                | 0  |
| Intercetti          | 0  |
| Fumble forzati      | 0  |